# Henri X Reuss d'Ebersdorf
Henri X, comte Reuss d'Ebersdorf (29 novembre 1662 à Bad Lobenstein – 10 juin 1711 à Ebersdorf), est un membre de la maison Reuss (branche cadette). Il est comte de Lobenstein, et à partir de 1678, comte de Ebersdorf. Il est le fondateur de lignée Reuss d'Ebersdorf.

## Biographie
Henri est le plus jeune fils de Henri X de Reuss-Lobenstein (1621-1671), seigneur de Lobenstein, Hirschberg et Ebersdorf et sa femme Marie-Sibylle de Reuss-Obergreiz. Son grand-père paternel est Henri II, comte de Reuss-Gera. Quand le comté est divisé en 1678, Henri X reçoit comme résidence le village de Ebersdorf, ce qui est inhabituel, puisque c'était un village. Avant de se marier, il transforme le manoir existant en un modeste château entre 1692 et 1694, ajoutant un jardin baroque.
Lorsque son château est terminé, Henri X épouse, le 29 novembre 1694, à Laubach Erdmuthe-Bénigne de Solms-Laubach (1670-1732), fille du comte Jean-Frédéric de Solms-Laubach. Les deux époux sont considérés comme extrêmement pieux. Ils sont des amis proches du pédagogue piétiste August Hermann Francke de la Halle, et plus tard du comte Nikolaus Ludwig von Zinzendorf, qui épouse leur fille Erdmuthe Dorothea. Ebersdorf devient bientôt un centre de la Piétisme, en Thuringe.

## Descendance
Le comte Henri X a les enfants suivants :
- Bénigne-Marie Reuss d'Ebersdorf (1695-1751) ;
- Frédérique Wilhelmine (1696-1698) ;
- Charlotte Louise (1698-1698) ;
- Henri XXIX Reuss d'Ebersdorf, qui épouse en 1721 la comtesse Sophie-Théodora de Castell-Remlingen (1703-1777) ;
- Erdmuthe-Dorothée Reuss d'Ebersdorf (1700-1756), mariée en 1722 avec le comte Nikolaus Ludwig von Zinzendorf (1700-1760) ;
- Bibiane Henriette (1702-1745), qui épouse en 1741 le baron George Adolphe Marschall de Bieberstein ;
- Sophie Albertine Dorothée (1703-1708) ;
- Ernestine Éléonore (1706-1766).